# Club Alianza Lima
O Club Alianza Lima é um clube de futebol peruano com sede na cidade de Lima, no Peru, fundado em 15 de fevereiro de 1901 por jovens que queriam praticar esportes. Os fundadores adotaram o nome em homenagem ao estábulo Alianza, de propriedade do Presidente da República, Augusto B. Leguía, com o qual comemoravam seus primeiros jogos. O Alianza Lima é considerado um dos três maiores clubes de futebol do Peru, maior torcida do país, seguida pela do Universitario, ficando em terceiro o seu outro rival local, o Sporting Cristal. Seu melhor desempenho internacional foi em 1976, quando foi campeão da Copa Simón Bolívar,  além de duas semifinais da Copa Libertadores da América, e manda os seus jogos no Estádio Alejandro Villanueva, próprio, com capacidade para 33.938 pessoas.

## História

### Fundação
Foi fundado em 15 de fevereiro de 1901 com o nome de Sport Alianza em homenagem ao estábulo da Alianza de propriedade do ex-presidente Augusto B. Leguía. Esse recinto estava localizado no centro de Lima. A ideia era formar um clube de futebol que defendesse a comunidade contra times de outros bairros. Os primeiros jogadores pertenciam a uma classe trabalhadora. O clima interno que existia entre os fundadores fez com que fossem conhecidos pelo apelido de íntimos.

### Primeiros anos
A Sport Alianza conquistou seu primeiro título 6 anos após sua participação na Liga Peruana de Futebol. Começou em 1912 e, após uma campanha frutífera, venceu o campeonato de 1918. Entre os anos de 1912 e 1919, o clube usava alternadamente dois uniformes regulares: um que vestia uma camisa toda azul e outro branco com desenho listrado, com mangas azuis e uma faixa azul vertical no meio, que seria com a passagem do vez, o tradicional uniforme azul e branco da Alianza Lima. Em 5 de maio de 1912, o Sport Alianza jogou sua primeira partida oficial contra Jorge Chávez. O encontro acontece dentro do primeiro torneio organizado pela Liga Peruana de Futebol, que durou até 1921. O ano de 1919 foi especial para a instituição, pois conquistou o título pela segunda vez consecutiva, conquistando o primeiro bicampeonato de sua história. Além disso, nesse mesmo dia eles conquistaram a Copa dos Campeões do Peru, uma Supercopa do Peru que só foi disputada naquele ano e assim se tornou o primeiro clube a conseguir uma dobradinha na história do futebol peruano ao obter a Liga e a Supercopa no mesmo ano. Até então o Sport Alianza já era um time popular que tinha muitos seguidores. A década de 1920 marcou dois acontecimentos importantes na história do clube, com os quais acabou formando sua identidade. Primeiro, deixou de se chamar Sport Alianza para se tornar definitivamente Alianza Lima. Até o momento não se sabe se alguém em especial foi o autor do nome, mas intui-se que foi escolhido por decisão popular, desde então reconheceu-se o fato de todos os seus jogadores serem da capital. E em segundo lugar, apareceu o jogador que representou o estilo de jogo posterior com o qual o clube se caracteriza: Alejandro Villanueva. Ele foi reconhecido por sua boa técnica, figura alongada e escura. Ele gostava de inspiração e genialidade.

### Tricampeão do futebol peruano

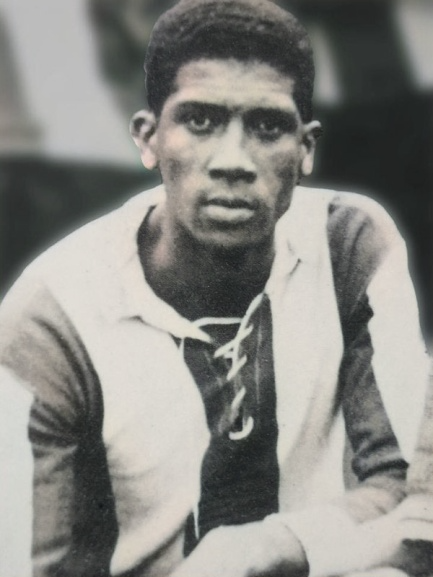
Alejandro Villanueva, ídolo do clube. Cinco vezes campeão com Alianza Lima, duas vezes artilheiro do torneio peruano, campeão dos Jogos Bolivarianos de 1938, duas vezes terceiro lugar na Copa América e com presenças na Copa do Mundo de 1930 e nas Olimpíadas de Berlim

Na década de 1920, a equipe conseguiu conquistar os títulos de 1927 e 1928, sendo o bicampeonato da liga. No ano de 1929, quando parecia que o Alianza Lima ganharia um novo campeonato, ele foi punido perpetuamente por problemas com a Federação Peruana de Futebol, já que o então vice-presidente do Alianza, Enrique Vergara, lhe enviou uma carta informando que os jogadores da Alianza não participariam da seleção porque o clube estava em "uma situação econômica deplorável". Perante esse facto, o órgão dirigente decidiu suspendê-los. No final do torneio, Universitario de Deportes foi o campeão.

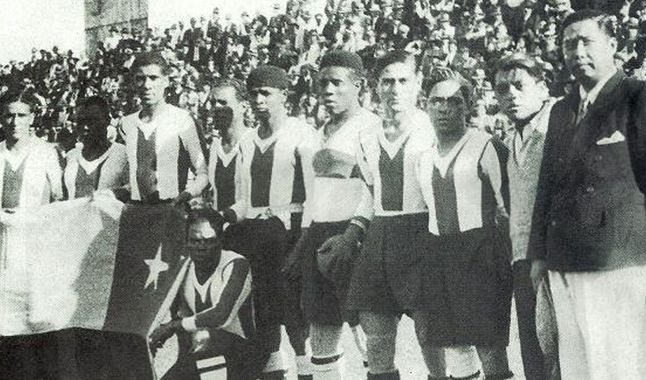
Rodillo negro no Chile, ano 1935

Em 1930, quando o Atlético Tucumán da Argentina havia derrotado todos os times peruanos que eles tinham que enfrentar, a mídia e os torcedores pressionaram o Alianza Lima a jogar. Após um acordo entre a Federação Peruana de Futebol e a Alianza Lima, a punição imposta a eles foi suspensa para que possam jogar contra o clube argentino, com a condição de fornecer jogadores no domingo seguinte para a seleção peruana, que jogaria contra o Sul Americano na Argentina. O Alianza concordou e finalmente no domingo, 9 de fevereiro de 1930, o Alianza Lima goleou o Atlético Tucumán 3:0 e em 15 de fevereiro de 1931, o Alianza comemorou seu 30º aniversário com uma vitória por 4:0 sobre o Hajduk Split da Iugoslávia. Um ano antes, a primeira Copa do Mundo foi realizada em Montevidéu, Uruguai. A seleção peruana esteve presente nesse evento, com 8 jogadores da Allanza no seu plantel. Nesse mesmo ano, seria o início do tricampeonato. Alianza Lima começou a se tornar popular internacionalmente após uma turnê bem-sucedida pelo Chile na década de 1930, após a qual a equipe foi considerada o Rodillo negro; essa equipa era composta pelo guarda-redes Juan Valdivieso, juntamente com um ataque onde se destacaram José María Lavalle, Adelfo Magallanes, José Morales, Teodoro Fernández, Jorge Sarmiento e Alejandro Villanueva. Durante sua permanência em terras chilenas, eles golearam o Colo-Colo por 8:1 em 27 de março de 1933 e, no final daquele ano, o Alianza também venceu seu terceiro Torneio consecutivo de Primeira Equipe.
Para o ano de 1934, 1935 e 1937 o Rodillo negro permanece como vice-campeão peruano. Deve-se notar que em 1936 não houve campeonato devido aos Jogos Olímpicos de Verão de 1936.

### Rebaixamento para a Segunda Divisão (1938)
A alegria das conquistas da primeira metade da década de 1930 desapareceu em 1938, depois de um campeonato ruim, o Alianza Lima ocupa a penúltima colocação da Liga Peruana, e foi rebaixado para a segunda divisão. A razão pela qual ele teve um desempenho tão ruim naquele ano foi a queda no desempenho de seus melhores jogadores, aproximando-se da idade de aposentadoria e recusando-se a abrir caminho para novos talentos.
Em 1939 o clube disputou a liga de promoção, da qual saiu campeão e voltou à primeira divisão em 1940.

### Década de 1940: superclássico histórico e irregularidade
Em geral, esta década não foi muito proveitosa para a equipe, pois só conseguiu conquistar mais um campeonato para suas vitrines. Além disso, durante os primeiros anos da década de 40, seu maior ídolo, Alejandro Villanueva, morreu prematuramente aos 35 anos.
O único título nacional que o Alianza Lima obteve na década de 1940 foi o da temporada de 1948. Aquela equipe que saiu campeã foi comandada por Adelfo Magallanes. A base desse time era formada por Teódulo Legario, Fuentes, Arce, Silva, Gonzales, Heredia, Felix e Roberto Castillo, Salinas, Vargas e Pedraza, que foi totalmente reformado e também ganhou o apelido de Rodillo negro. A equipe da alianza apresentou um time com jogadores jovens e alguns veteranos. Em 12 de junho de 1949, aconteceu a maior vitória do Superclássico, o Alianza Lima, com cinco gols de Emilio Salinas, goleou seu eterno rival, o Universitario de Deportes por 9 a 1, e no dia 3 de julho eles se encontraram novamente, novamente foi uma vitória do Alianza, desta vez por 5-0. Ou seja, em menos de um mês, o Alianza Lima havia marcado 14 gols contra o Universitario.

### Bicampeão 1954-1955
O profissionalismo do futebol chegou ao Peru em 1951. O Atlético Chalaco foi o primeiro rival do Alianza Lima nessa nova era. Alianza estreou no profissional com uma vitória por 2 a 1; Os dois gols da Alliance foram marcados por Roberto Castillo. Um ano depois de estrear no futebol profissional, o Alianza voltou a vencer o campeonato peruano de futebol ao terminar em primeiro na tabela com 27 pontos, enquanto seu acompanhante Sport Boys terminou em segundo lugar com 5 pontos a menos. O campeonato de 1953 iludiu o Alianza por apenas um ponto. O Deportivo Sucre terminou o torneio em primeiro lugar e foi campeão. Apesar de ter sido vice-campeão em 1953, no ano seguinte conquistou o título de 1954 e mais tarde foi coroado bicampeão novamente em 1955. Vale destacar a final disputada entre os clássicos rivais Alianza Lima e Universitario, onde os dois lutaram pelo título daquela temporada em uma partida decisiva, que os blanquiazules venceram. A base da equipe da alianza era formada por Heraclio Paredes, Félix Fuentes, Emilio Vargas, Emilio Salinas e Óscar Gómez Sánchez. Os jogadores Carlos Lazón, Barbadillo, Valeriano López, Máximo Mosquera, Teobaldo Guzmán, Teódulo Legario, Roberto Castillo, Manuel Gimaldo e Juan de la Vega se juntaram depois. Em 11 de julho de 1954, Víctor Benítez fez sua estreia pela equipe aos 17 anos. Em 26 de abril de 1956, o Alianza goleou o Club Aurora por 6 a 1 na cidade boliviana de Cochabamba e em 5 de agosto o Alianza enfrentou o Sporting Cristal pela primeira vez com uma vitória de 2 a 1 para os blanquiazules.

### Década de 1960: 3 novos títulos
A década de 1960 marcou a presença de dois jogadores relevantes em sua história, como Víctor Zegarra, jogador de toque marcante e habilidoso com a bola nos pés; e Pedro Pablo León, que passou parte de sua infância em Alianza e testemunhou as conquistas dos anos anteriores. "Perico", como é apelidado, estreou no Alianza em 17 de fevereiro de 1960. A década de 1960 trouxe ao clube azul e branco muitas alegrias a nível desportivo. Em 1962, com jogadores como Rodolfo Bazán, Adolfo Donayre, Wantuil da Trindade, Juan de la Vega, Rivas, Rodolfo Guzmán, Víctor Zegarra, Pedro Pablo León e Víctor Rostaing, conquistaram mais um campeonato. A incorporação do zagueiro Wantuil da Trindade significou quebrar a tradição de jogar apenas com jogadores de futebol peruanos no profissionalismo.
O objetivo do clube em 1963 era defender o título conquistado na temporada anterior. A formação inicial sofreu algumas alterações, sendo uma delas a presença de Manuel Grimaldo, jogador que se dava bem com o seu companheiro de meio-campo, Juan de la Vega. Alfonso Donayre de Ica junto com Rivas permaneceu na defesa. O Alianza jogou o torneio de forma semelhante ao ano anterior, deixando Pedro León como artilheiro do campeonato e Bazán mais confiante como goleiro. Assim, em 1963, o Alianza conquistou um novo campeonato para a sua história, obtendo um total de 28 pontos, relegando o Sporting Cristal para o segundo lugar com 25. A equipa de Jaime de Almeida ofereceu um futebol ofensivo em todas as suas linhas, onde prevaleceu o sistema 3-2-5 com um ataque composto por Víctor Zegarra, Pedro Pablo León, Rostaing e Valle. Alianza voltou a somar outra coroa em.1965.
Para além dos títulos conseguidos (1962, 1963 e 1965), as equipas peruanas daqueles anos denotaram um grande nível futebolístico. Em 1966, estreou com a camisa do Alianza Lima um rapaz do distrito de Puente Piedra chamado Teófilo Cubillas. Cubillas, foi uma das máximas figuras aliancistas durante quase uma década. Curiosamente, desde 1966 a 1974 Alianza seria protagonista do torneio muitas vezes, mas não conseguiria coroar-se como campeão.

### O primeiro título internacional
Na década de 1970, o Alianza Lima formou um time completamente novo com uma geração de jogadores que fizeram história com o Alianza Lima ao vencer os campeonatos de 1975, 1977 e 1978. Entre eles, os craques Jaime Duarte, Hugo Sotil, Teófilo Cubillas, José Velásquez, Guillermo La Rosa, César Cueto (jogador que também se tornou ídolo por possuir talvez a melhor técnica já vista em um jogador peruano) e os artilheiros Juan Rivero Arias e Freddy Ravello. Nesta década, chegou também às segundas fases das edições de 1976 e 1978 da Copa Libertadores.

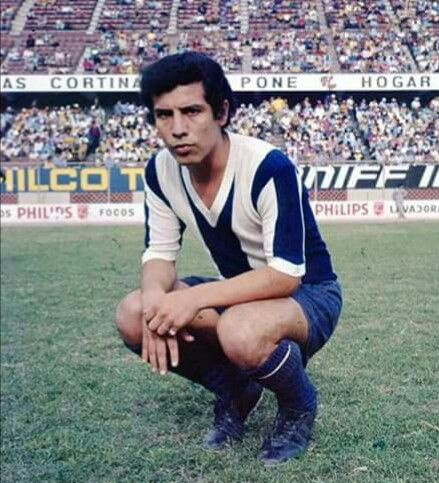
César Cueto
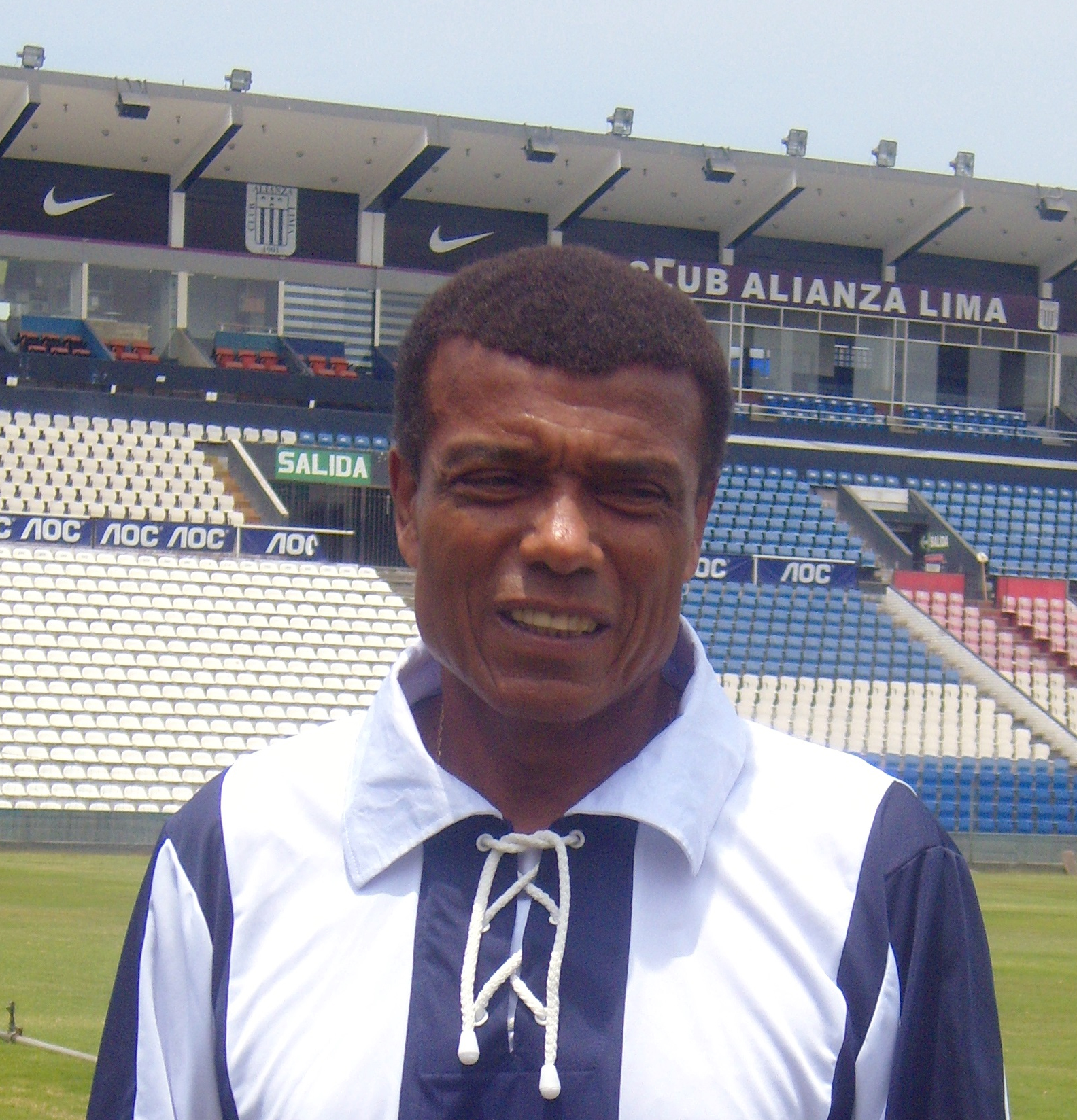
Teófilo Cubillas

Além disso, obteve seu primeiro e único torneio internacional, em 1976, ao vencer a Copa Simón Bolívar (torneio organizado pela Federação Venezuelana de Futebol). A base da seleção peruana que conquistou a Copa América de 1975 e classificou-se para as Copas do Mundo de 1978 e 1982 era formada pelos já citados jogadores do Alianza Lima.

### Uma década dolorosa
Uma combinação de fatores tornou a década de 1980 a mais desagradável da história do clube. A equipa fez boas campanhas mas não foi suficiente para obter o cobiçado título nacional. Foi em 1985 que os jogadores das divisões menores ocuparam o centro do time e surgiram jogadores como Luis Escobar, Pacho Bustamante, Tomás Farfán e José Casanova. Em 1986, o time disputou a final do título nacional, mas acabou perdendo para o San Agustín. Quando o campeonato de 1987 estava acabando e parecia que o título iria para o Alianza Lima, uma tragédia aconteceu. No dia 7 de dezembro daquele ano, o Alianza viajou até a cidade de Pucallpa para enfrentar o Deportivo Pucallpa em partida correspondente ao campeonato nacional. A equipe voltou a Lima em um voo fretado a bordo de um Fokker no dia 8 de dezembro. A poucos quilômetros do pouso no Aeroporto Internacional Jorge Chávez, o avião caiu no mar. O acidente tirou a vida de 43 pessoas, sendo o piloto o único sobrevivente. O Alianza Lima encerrou sua participação no campeonato de 1987 jogando com jogadores juvenis e alguns emprestados do clube chileno Colo-Colo. Em 1988, César Cueto voltou para tentar melhorar a triste situação que o Alianza atravessava naquele momento.

### Campeão após 18 anos
Miguel Ángel Arrué chegou em 1993 para ser o treinador. A sua função consistia em dar maior importância aos escalões inferiores e juvenis, alternando-os na equipa principal até ganharem experiência para serem titulares. Um desses jovens jogadores foi Waldir Sáenz, um atacante que começou a oferecer um futebol agradável aos olhos. Com 31 gols no ano, tornou-se a revelação da temporada e, com o passar do tempo, o artilheiro de todos os tempos do clube. Em 1994 e 1996, a equipe ficou em segundo lugar e em 1995 em terceiro.
Uma década depois da tragédia, em 1997, o clube sagrou-se campeão nacional, marcando o fim de 18 temporadas sem conquistar títulos nacionais.

### Campanhas 1998 e 1999
Em 1998, o Alianza se classificou para as oitavas de final da Copa Libertadores, fase em que foi eliminado pelo Peñarol. Na Copa Merconorte de 1999, foi o líder de seu grupo e conseguiu avançar para as semifinais.[carece de fontes?] Nesse mesmo ano foi vice-campeão do torneio peruano, após perder a final para o clássico rival Universitario de Deportes.

### Campeão nos 100 anos do clube
Em 2001 foi o ano do centenário do clube e entre os torcedores reinava um clima de festa. Em 14 de fevereiro de 2001, o Alianza enfrentou o time que o ajudou na tragédia de 1987: o Colo-Colo do Chile, aproveitando as boas relações entre os dois clubes. O resultado acabou sendo favorável ao clube peruano por 2 a 1. O Alianza Lima foi campeão do Torneo Apertura, após vencer na final o Sporting Cristal. Nesse mesmo ano, os juvenis Paolo Guerrero, Jefferson Farfán e Wilmer Aguirre foram promovidos ao time titular pelo técnico interino Jaime Duarte.
Após má campanha no Torneo Clausura, Alianza Lima esperava um rival para a final do torneio peruano. O rival era Cienciano que coincidentemente também comemorou seu centenário em 2001. No dia 22 de dezembro, no estádio Alejandro Villanueva, o Alianza venceu por 3 a 2. Na segunda partida, após empate na classificação geral, o campeão foi definido nos pênaltis. Na resolução, o time de Lima conquistou o campeonato ao vencer nos pênaltis por 4 a 3. Assim, o Alianza Lima sagrou-se campeão nacional no ano de seu centenário.

### Bicampeão 2003-2004
Em 2002, o Alianza foi convidado pela Federação Peruana de Futebol para participar da primeira edição da Copa Sul-Americana como campeão nacional do Peru. Na primeira fase, teve que enfrentar o clássico rival, o Universitario de Deportes, que venceu nas duas partidas. Assim, ele avançou para a próxima fase do torneio. Na fase seguinte, jogou contra o Barcelona de Guayaquil, que eliminou na disputa de pênaltis, classificando-se assim para a terceira fase. Nesta fase, foi eliminado pelo Nacional do Uruguai.
No início do ano de 2003, o Alianza decidiu, como antes, apostar novamente em suas divisões menores. A equipe apresentou respostas muito favoráveis, e consolidou-se ao longo dos jogos com a direção técnica de Gustavo Costas. Graças aos bons resultados no Torneo Clausura 2003, o Alianza estava em primeiro lugar no início do campeonato. Quando os últimos jogos estavam prestes a acontecer, os jogadores entraram em greve por tempo indeterminado devido à falta de salário que recebiam de seus clubes. Esse problema obrigou a Federação Peruana de Futebol a encerrar o Torneo Clausura 2003, nomeando o Alianza como campeão devido à localização em que se encontrava no momento da suspensão.
Uma partida definitiva foi agendada para sábado, 31 de janeiro de 2004. O Alianza derrotou o Sporting Cristal por 2 a 1, vitória que lhe deu o título da temporada de 2003.

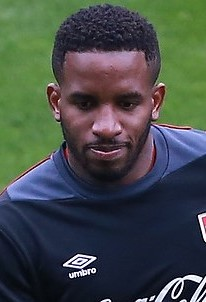
Jefferson Farfán marcou o gol que deu o título ao Alianza Lima em 2003

O Alianza Lima venceu o Torneio de Abertura de 2004, onde o resultado mais importante foi a vitória por 5 a 0 sobre o Sporting Cristal. A final foi disputada frente ao Sporting Cristal (tal como no ano anterior), os jogos foram equilibrados, pelo que o campeão teve de ser definido nos penalties. O jogador do Sporting Cristal, Norberto Araujo, falhou o penálti decisivo, pelo que o Alianza se sagrou novamente campeão nacional.

### Campeão 2006
Em 2006, comandado pelo técnico uruguaio Gerardo Pelusso, o Alianza Lima conquistou o Torneo Apertura. Na segunda metade do ano, tudo indicava que o Alianza venceria o Clausura e, consequentemente, o campeonato nacional. No entanto, houve uma queda no desempenho da equipe e finalmente Cienciano foi proclamado campeão, então o Alianza voltou a jogar uma nova final, assim como no ano do centenário, contra o time cusqueño. Cienciano venceu por 1 a 0 em Cusco e o Alianza o derrotou por 3 a 1 em Lima, o que significou o 22º título do campeonato peruano na história do clube.

### Campanha de 2009
Em 2009, o formato do campeonato peruano teve variações significativas. Naquele ano, o Alianza Lima foi vice-campeão, isso porque perdeu a final para o clássico rival, o Universitario de Deportes.

### Década de 2010
Em 2010, a equipe continuou com o técnico Gustavo Costas. A pré-temporada foi realizada em Sierra de la Ventana, na Argentina, com o objetivo definido na Copa Libertadores de 2010. Nesse certame realizou uma campanha destacada, com destaque para a vitória por 4:1 que deu ao então atual campeão da América e vice-campeão do mundo, Estudiantes de la Plata. Perdeu a primeira colocação de seu grupo na última rodada, mas chegou às oitavas de final. Nessa instância, enfrentaram a Universidade do Chile, que venceu em Lima pelo placar de 0 a 1 no jogo de ida. Em Santiago, em decisão polêmica, o árbitro principal decidiu validar um gol anulado pelo bandeirinha. Assim, com o placar final de 2 a 2, o time de Lima resignou-se a figurar entre os 16 melhores times da América.
As saídas de seus principais jogadores na Libertadores, como Wilmer Aguirre e José Carlos Fernández, fizeram com que o time perdesse espaço na luta pelo título nacional. Desta forma, terminaram 14 pontos atrás do líder do grupo ímpar, a Universidad de San Martín. Ao final das 44 rodadas regulares, o Alianza Lima conseguiu a passagem para a primeira fase da Libertadores. O Alianza terminou o campeonato na terceira posição. Em 2011, o Alianza fez uma boa campanha que o levou à Copa Libertadores de 2012 e à final do campeonato peruano, que perdeu para Juan Aurich nos pênaltis.

## Símbolos

### Escudo
|  |  |  |  |  |  |  |

### Uniformes
O uniforme do Club Alianza Lima é composto por camisa branca com listras verticais azuis, calça e meias azuis. Alguns dos fundadores do clube tinham ascendência italiana, por isso, em homenagem à bandeira italiana, a primeira camisa da história do clube foi verde.

#### Uniformes atuais
| Primeiro | Segundo |

## Títulos
| Continentais FVF | Continentais FVF                | Continentais FVF | Continentais FVF |
|                  | Competição                      | Títulos          | Temporadas |
| ---------------- | ------------------------------- | ---------------- | --- |
|                  | Copa Simón Bolívar              | 1                | 1976 |
| Nacionais        |                                 |                  | |
|                  | Competição                      | Títulos          | Temporadas |
|                  | Campeonato Peruano de Futebol   | 25               | 1918, 1919, 1927, 1928, 1931, 1932, 1933, 1948, 1952, 1954, 1955, 1962, 1963, 1965, 1975, 1977, 1978, 1997, 2001, 2003, 2004, 2006, 2017, 2021 e 2022 |
|                  | Copa Peruana                    | 1                | 2014 |
|                  | Supercopa Peruana               | 2                | 1919 e 2018 |
|                  | Campeonato Peruano - 2ª Divisão | 1                | 1939 |
|                  | TOTAL:                          | 30               | 1 continental; 29 nacionais |

## Campanhas de destaque
| Club Alianza Lima                   | Club Alianza Lima     | Club Alianza Lima | Club Alianza Lima |
| Torneio                             | Campeão               | Vice-campeão | Semifinais        |
| Internacionais                      | Internacionais        | Internacionais | Internacionais    |
| ----------------------------------- | --------------------- | --- | ----------------- |
| Copa Libertadores da América        |                       | | 2 (1976 e 1978)   |
| Copa Merconorte                     |                       | | 1 (1999)          |
| Copa Simón Bolívar                  | 1 (1976)              | |                   |
| Copa Libertadores da América Sub-20 |                       | | 1 (2011)          |
| Nacionais                           |                       | |                   |
| Campeonato Peruano                  | 25 2017, 2021 e 2022) | 21 (1930, 1934, 1935, 1937, 1943, 1953, 1956, 1961, 1964, 1971, 1982, 1986, 1987, 1993, 1994, 1996, 1999, 2009, 2011, 2018 e 2019) |                   |
| Supercopa Peruana                   | 1 (1919)              | |                   |

## Alianza Lima no futebol internacional

### Copa Libertadores
O Alianza Lima é um dos clubes peruanos com mais participações na Copa Libertadores. Em 1976 e 1978 chegou à semifinal, sendo essas as edições onde mais avançou no torneio.

### Copa Sul-Americana
Sua primeira participação foi em 2002, quando eliminou o Barcelona na primeira fase, mas cairá nas quartas de final contra o Nacional. Até o momento, esta é a melhor campanha do clube na Copa Sul-Americana. Em 2003, foi eliminado na primeira fase pelo Cienciano, (outro clube peruano) que viria a ser o campeão do torneio.

## Estádio

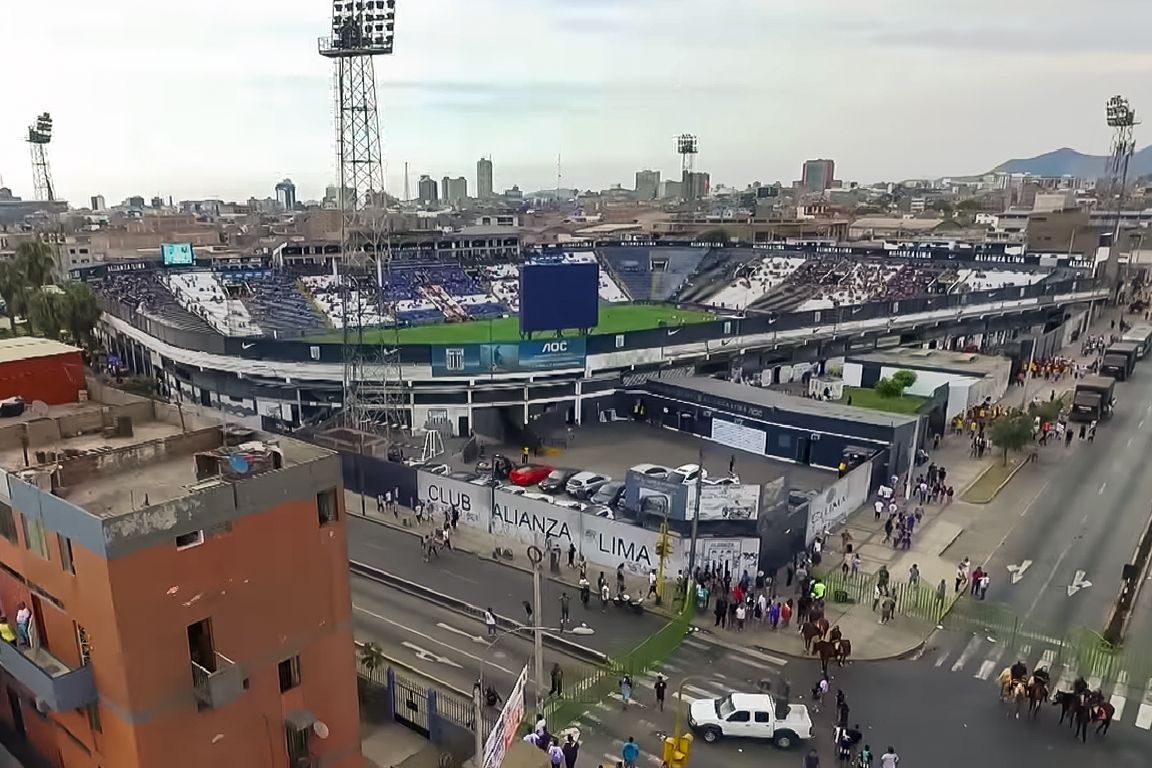
Vista de fora do estádio

As instalações esportivas do clube se encontram no Estádio Alejandro Villanueva que fica localizado no bairro de Matute.
Foi inaugurado em 27 de dezembro de 1974. Como jogo de abertura, nesse mesmo dia Alianza e Nacional de Uruguai se enfrentaram por um torneio internacional onde também participaram Independiente de Avellaneda e Universitario de Deportes, sendo esse o vencedor da competição. Augusto Mulanovich, ex-presidente do clube, foi o encarregado de dar a peça de honra. A partida terminou empatada em dois e o primeiro gol que Matute viu foi marcado pelo uruguaio Revetria aos 18 minutos. Por sua vez, os primeiros golos da Alliance marcados no colosso foram obra de Juan José Ávalos e Juan Rivero, aos 29 e 50 minutos respectivamente, com o árbitro Carlos Rivero perante a assistência de 36.966 espectadores. Na temporada seguinte, apenas um ano após sua inauguração, o estádio Alianza Lima passou a fazer parte de um novo título nacional da Alianza. Uma iluminação artificial então moderna foi instalada seis anos depois, em 1980,  com a capacidade atual sendo de 33.938 espectadores.

## Torcida
O "Comando Sur" é a principal torcida do Club Alianza Lima. Foi fundado em 1972 por um grupo de adeptos liderados por Manuel Feijoo Silva. As origens do Clube Alianza Lima são conhecidas por sua humildade e popularidade entre as classes populares e a Associação Barra Aliancista buscou manter essa identidade, assim os sócios se consolidaram na arquibancada sul do Estádio Nacional por ser a mais popular entre os pessoas de classe humilde. No início da década de 1980, começaram os confrontos. A torcida do Alianza Lima, sendo a mais radical da época, teve pequenas altercações com a torcida do Universitario de Deportes.

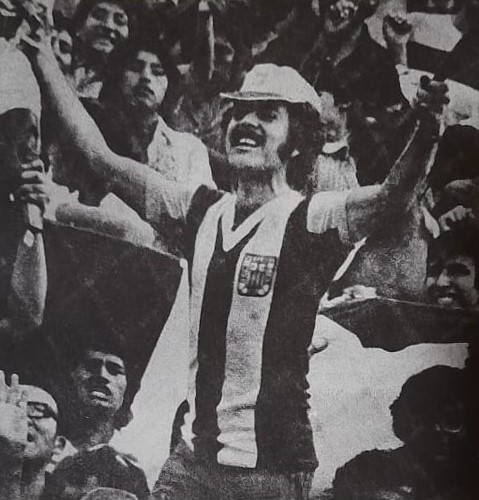
Manuel Feijoo Silva, fundador do Comando Sur

Em 2009, uma enquete realizada nacionalmente pela Pontificia Universidad Católica del Peru resultou que o Alianza Lima é o clube que possui mais adeptos, seguido pelo Universitario. O Club Alianza Lima encabeça a lista de preferências com 34%, Universitario 33% e Sporting Cristal 15%.

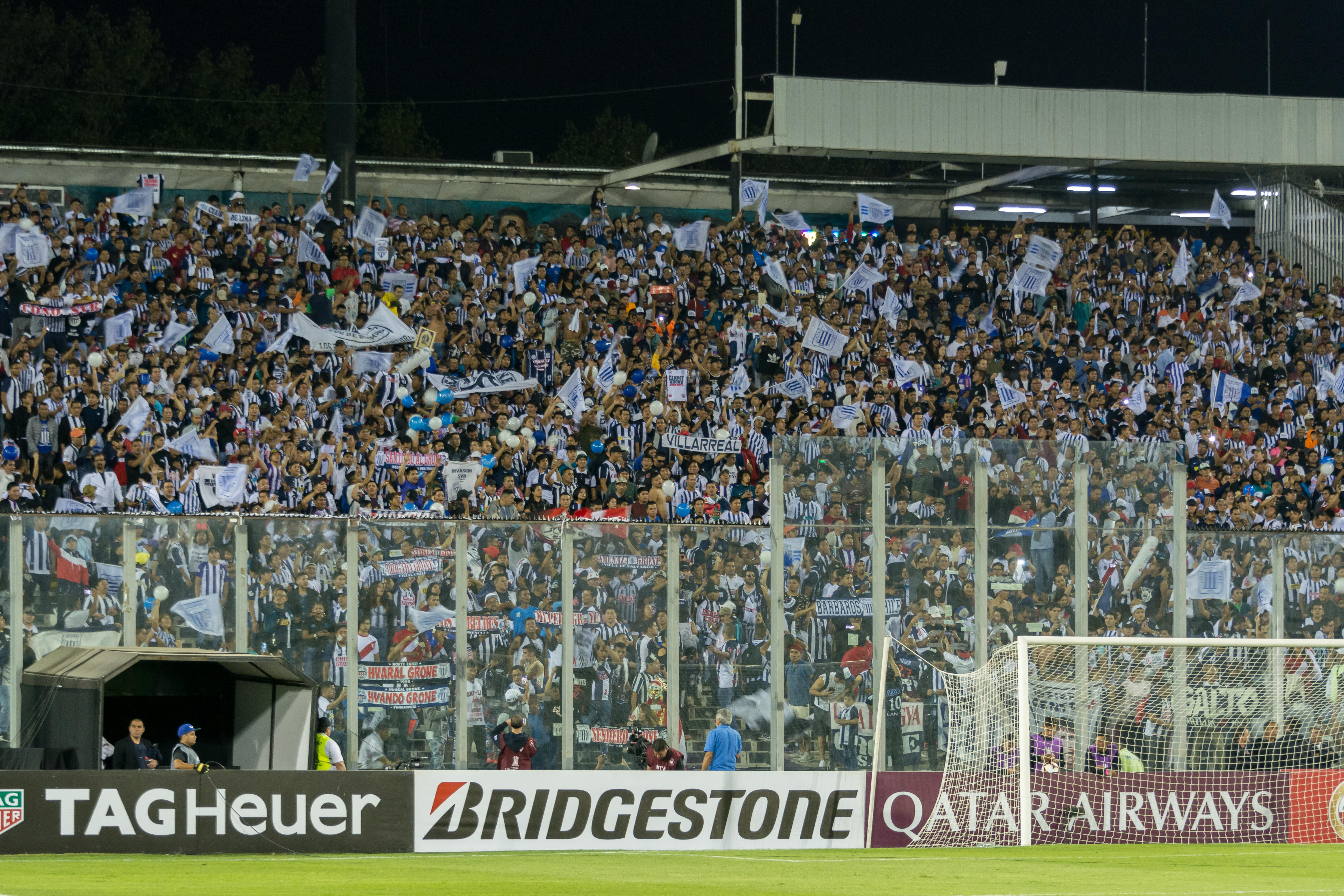

## Jogadores
Ao longo de seus 121 anos de história, um grande número de jogadores de futebol do Club Alianza Lima vestiram a camisa do time principal e muitos deles representaram o Peru em sua seleção nacional de futebol. Alejandro Villanueva foi ídolo da instituição e fez parte do time que conquistou 5 títulos nacionais em 7 anos. Jorge Sarmiento também se destacou, sendo o jogador do Alianza que mais conquistou torneios da Primeira Divisão com a equipe (7 títulos).
Na década de 1960, destacaram-se os futebolistas Pedro León e Víctor Zegarra. O primeiro marcou 104 gols na Primeira Divisão, sagrando-se três vezes campeão, enquanto o segundo defendeu a camisa do clube por 19 temporadas, marcando 128 gols e sendo 5 vezes campeão nacional.

## Elenco
Atualizado 19 de fevereiro de 2025.
Legenda
- : Capitão
- : Jogador lesionado